# Клинци
Клинци (рус. Клинцы) град је у Русији у Брјанској области. Према попису становништва из 2010. у граду је живело 62.510 становника.

## Становништво
Према прелиминарним подацима са пописа, у граду је 2010. живело 62.510 становника, 4.815 (7,15%) мање него 2002.
| 1939.  | 1959.  | 1970.  | 1979.  | 1989.  | 2002.  | 2010.  |
| ------ | ------ | ------ | ------ | ------ | ------ | ------ |
| 40.483 | 42.033 | 58.062 | 67.123 | 71.161 | 67.325 | 63.711 |

## Градови побратими
- Ћустендил